# Isla Leykina
La isla Leykina (del ruso: Остров Лейкина), anteriormente conocida como Ostrov Osushnoy, es una pequeña isla rusa localizada en el mar de Laptev, frente al golfo Olenyok, aproximadamente a medio camino entre la isla Peschanyy y las islas Dunay.
Aunque la isla Leykina aparece en los mapas de Rusia (en ruso, carta n.º. 11142 de la Oficina Hidrográfica), esta no aparece en el Almirantazgo Británico. Los pilotos del Almirantazgo describen la ubicación de la isla como "dudosa”.
Un navegante británico que visitó la zona recientemente fracasó en encontrar la isla Leykina, siendo capaz de distinguir solo unos pequeños trozos marcados en el mar donde probablementedebería estar  la isla.
La isla Leykina podría ser una isla del Ártico de Rusia que se ha erosionado y desaparecido en los últimos tiempos, tal vez como consecuencia del calentamiento global.